# Wang Zheng
Wang Zheng (kinesisk: 王峥; født 14. december 1987) er en kvindelig kinesisk hammerkaster. Hendes personlige bedste rekord er på distancen 77.68 meter, som hun opnåede den 29. marts 2014 i Chengdu, hvilket også var asiatisk rekord.
Hun blev nummer to, ved VM i atletik 2017 i London og nummer 9 ved U/20-VM i atletik i 2008 i Beijing. Hun deltog under Sommer-OL 2008, hvor hun dog ikke avancerede til finalen.
Hun vandt hendes første OL-sølvmedalje i hammerkast ved Sommer-OL 2020 i Tokyo den 3. august 2021 med distancen 77.03 meter.